# Saint-Menoux
Saint-Menoux è un comune francese di 1 039 abitanti situato nel dipartimento dell'Allier della regione dell'Alvernia-Rodano-Alpi.
Il comune è bagnato dalle acque del fiume Burge.

## Società

### Evoluzione demografica
Abitanti censiti